# Jachting

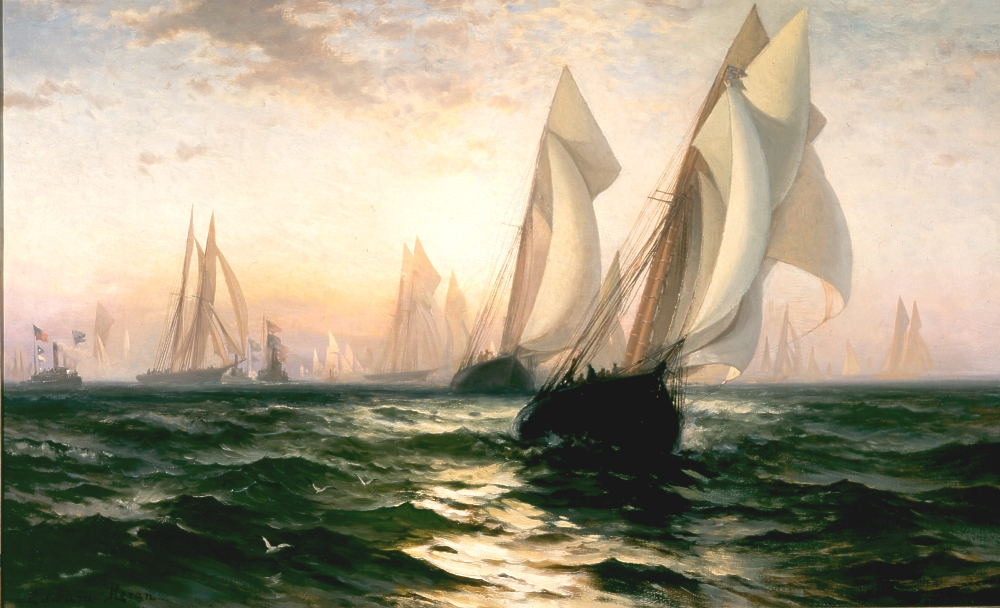
Jacht Livonia

Jachting (ang. yachting) – żeglowanie za pośrednictwem jachtu. Szerzej jest to sztuka sterowania łodzią i wykorzystywania siły wiatru za pomocą żagli dla celów sportowych lub rekreacyjno-turystycznych.
Potocznie określa się tą nazwą żeglowanie od portu do portu, w porze dziennej przy ładnej pogodzie.
W języku angielskim określenie yachting jest pojęciem szerszym, oznaczającym ogólnie żeglarstwo. Polskie określenie jachting bardziej odpowiada angielskiemu cruising.